# Хмельницьке (Тимірязєвський район)
Хмельни́цьке (каз. Хмельницк) — село у складі Тимірязєвського району Північноказахстанської області Казахстану. Адміністративний центр та єдиний населений пункт Хмельницького сільського округу.
Населення — 449 осіб (2021; 576 у 2009, 868 у 1999, 620 у 1989).
Національний склад станом на 1989 рік:
- росіяни — 57 %.